# Arda
Pour les articles homonymes, voir Arda (homonymie).

Le monde originel d'Arda était plat, et éclairé par deux grandes lampes, Illuin et Ormal, jusqu'à ce que Melkor les attaque et les détruise. Image basée sur le livre The Atlas of Middle-earth de Karen Wynn Fonstad.

Dans l'œuvre de l'auteur britannique J. R. R. Tolkien, Arda est le nom du monde imaginaire créé par Eru Ilúvatar et dans lequel va se dérouler l'histoire de la Terre du Milieu durant ses différents Âges.

## Noms
« Arda » signifie « Royaume » en quenya. (On peut noter la similitude de ce nom avec l'allemand Erde, le néerlandais ou l'afrikaans Aarde et l'arabe أرض / ʾarḍ , qui signifient « Terre ».)

## Histoire
Arda est en fait la Terre, créée par la Grande Musique, aussi appelée Ainulindalë (qui donne ce nom à la première partie du Silmarillion), composée par les Ainur sur un thème d'Eru. Sa forme a bien changé depuis ce temps, entre autres à cause des guerres contre Melkor.
Arda était plate à l'origine et était encerclée par la Mer Extérieure appelée Ekkaia. Elle ne comprenait en outre qu'un seul continent où habitaient les Valar, mais Melkor s'établit secrètement au nord, creusant la forteresse d'Utumno. L'un des premiers bouleversements d'Arda fut l'assaut de Melkor contre les deux Lampes, Illuin et Ormal, créant océans et montagnes. Les Valar se réfugièrent donc en Aman, derrière les Pelóri, les plus hautes montagnes d'Arda, à l'ouest de la Grande Mer, abandonnant la Terre du Milieu.
Ce qui motiva les Valar à faire la guerre à Melkor fut l'éveil des Elfes. Là encore, la géographie d'Arda changea, donnant à la Terre du Milieu, le continent central, la forme qu'on connaît à la fin des Années des Arbres et au cours du Premier Âge. À la fin de cet âge, la guerre de la Grande Colère modifia encore une fois le relief d'Arda : le Beleriand, région de l'ouest de la Terre du Milieu, fut submergé.
Au commencement du Second Âge, la grande île de Númenor, émergea au milieu de la mer et fut offerte aux Hommes qui avaient combattu aux côtés des Elfes contre Melkor. La fin de cet âge fut l'ultime changement d'Arda. Sa cause fut l'invasion d'Aman par les Númenóréens, entraînés par leur orgueil et sournoisement manipulés par Sauron. Eru Ilúvatar engloutit alors Númenor sous les eaux et le continent d'Aman fut retiré des Cercles du Monde, maintenant uniquement accessible pour les bateaux elfiques. Arda prit donc une forme sphérique telle que nous la connaissons aujourd'hui.